# Brachythele denieri
Brachythele denieri är en spindelart som först beskrevs av Simon 1916.  Brachythele denieri ingår i släktet Brachythele och familjen Nemesiidae. Inga underarter finns listade.